# کن ناگانوما
کن ناگانوما (به انگلیسی: Ken Naganuma) بازیکن فوتبال اهل ژاپن و عضو تیم ملی فوتبال ژاپن است که در تاریخ ۰۷ مارس ۱۹۵۴ میلادی اولین بازی ملی‌اش را انجام داد. او در ۴ بازی ملی حضور داشت و آخرین بازی ملی خود را در تاریخ ۲۸ نوامبر ۱۹۶۱ میلادی انجام داد. کن ناگانوما در بازی‌های ملی‌اش
۱ گل به ثمر رساند.